# Eureka (Canada)
Eureka è un insediamento sull'isola di Ellesmere, territorio dell'arcipelago artico canadese. È una stazione meteorologica munita di aeroporto. Eureka si divide in tre piccole aree, tra cui anche una base militare chiamata Pearl.

## Popolazione
È uno dei tre insediamenti presenti nell'isola di Ellesmere, la più a nord dell'arcipelago artico canadese; quest'ultima, nel 2006, contava 146 abitanti. Eureka conta in inverno circa 15 persone, mentre in estate la popolazione risiedente aumenta.

## Geografia fisica
Eureka è il secondo insediamento dell'isola dopo Alert (l'insediamento più a nord del mondo). È situata sulla costa centro-occidentale, di fronte all'isola di Axel Heiberg.